# Ernst Kulcsar
Ernst Kulcsar (n. 13 iulie 1934, Sibiu – d. 2 august 2010, Nürnberg, Germania) a fost scriitor de limba germană, originar din România.
Ernst Kulcsar a fost director pentru emisiunile radio și TV în limba germană ale Radioteleviziunii române din București.
În 1984 Ernst Kulcsar a fost obligat să părăsească România, din motive politice.
S-a stabilit în Germania, la Nürnberg, unde a profesat ca publicist.
A scris la publicații ca Junge Freiheit, săptămânal care apare la Berlin  și Neues Deutschland.
În anul 2001 a obținut tilul de doctor cu disertația Literatur des Abwegs - Literatur des Irrwegs, susținută la Universitatea din Erlangen.
În 23.11.2003 Dr. Ernst Kulcsar a fost ales purtător de cuvânt al CDA (Convent Deutscher Akademikerverbände - Convența Asociațiilor Academice Germane), poziție din care a demisionat în 31.12.2009, din motive de sănătate.

## Scrieri
- Küß die Hand, Frau Schwarz - Kurze Prosa um Hermannstadt, Editura Kriterion București, 1972
- Ansichtskarten an Frau Schwarz, Editura Kriterion București, 1976 [6]
- Literatur des Abwegs - Literatur des Irrwegs. (Die siebenbürgisch-deutsche Literatur in der Mitte des 20. Jahrhunderts ; eine literatursoziologische Untersuchung am Beispiel von Adolf Meschendörfer, Hans Liebhardt und Arnold Hauser), disertație, Erlangen 2001

## Comentarii ale operei sale
- Bernd Kolf: Großmutter, Courts/Mahler und old Shatterhand. Kurze Bemerkungen zur kurzen Prosa von Ernst Kulczar: Küss die Hand, Frau Schwarz, Kriterion Verlag, Bukarest, 1972. În Karpatenrundschau, din 11.08.1972.
- Hannes Elischer: Niemand küsst Frau Schwarz die Hand. Bemerkungen zu einem Prosadebütband.  În Neuer Weg, din 16.09.1972
- Emmerich Reichrath: Fragen zu einem Debütband. Ein Nachtrag zu Ernst Kulczars Buch "Küss die Hand, Frau Schwarz", Kriterion Verlag, Bukarest.  În Die Woche, din 20.10.1972
- Sabine Morres: Die Möglichkeiten des Fernrohrs. Zu: Ernst Kulczar "Ansichtskarten an Frau Schwarz", Kriterion Verlag, Bukarest, 1976. În Karpatenrundschau din 01.04.1977
- Annemarie Schuller: Sie ist alt geworden. Ernst Kulczars "Ansichtskarten an Frau Schwarz". În Neuer Weg, din 23.04.1977